# Casa de Carmen Alto 166
La Casa de Calle Carmen Alto N° 166 es una casona colonial ubicada en la calle Carmen Alto del barrio de San Blas en el centro histórico del Cusco, Perú.
Desde 1972 el inmueble forma parte de la Zona Monumental del Cusco declarada como Monumento Histórico del Perú. Asimismo, en 1983 al ser parte del casco histórico de la ciudad del Cusco, forma parte de la zona central declarada por la UNESCO como Patrimonio Cultural de la Humanidad.
Inmueble de un patio y canchón. Presenta zaguán de ingreso al costado derecho, galería adintelada y corredor en la crujía de ingreso, escalera lítica. Exteriormente presenta puerta principal, secundaria y dos balconcillos con balaustrada de madera torneada. Es importante la portada lítica de profusa talla con motivos cuatrifoliares en el jambaje y puerta postigo.